# Гавенский, Христофор
Христофор Гавенский — российский переводчик XVIII века.

## Биография
Об его детстве информации практически не сохранилось, да и прочие биографические сведения о нём почти полностью отсутствуют; известно лишь, что Христофор Гавенский перевёл, по показанию Новикова, сочинение Христиана Гюйгенса «Книга мирозрения и мнение о небесно-земных глобусах и их украшениях» (Санкт-Петербург, 1717—1724). В Русском биографическом словаре Половцева, со ссылкой на «Словарь русских светских писателей» за авторством митрополита Евгения, утверждается, что сделано это было по личному повелению  первого Императора Всероссийского Петра Великого.
Перевод этот интересен ещё и тем, что является первой в России книгой, в которой была принята система Николая Коперника.